# Baegun-myeon, Norra Jeolla
Baegun-myeon (koreanska: 백운면) är en socken i Sydkorea.  Den ligger i kommunen Jinan-gun och provinsen Norra Jeolla, i den centrala delen av landet, 210 km söder om huvudstaden Seoul.